# Cuphea retrorsicapilla
Cuphea retrorsicapilla är en fackelblomsväxtart som beskrevs av Emil Bernhard Koehne. Cuphea retrorsicapilla ingår i släktet blossblommor, och familjen fackelblomsväxter. Utöver nominatformen finns också underarten C. r. enneanthera.